# Шекхупура
Шекхупура (Шейхупура; урду شيخوپورہ‎ [ʃexupura]) — город в провинции Пенджаб (Пакистан), центр одноимённого округа. Население — 280 263 чел. (на 1998 год). Находится примерно в 35 км к северо-западу от Лахора. Гурдвары расположены во всех концах города.

## История
Город был построен во времена империи Великих Моголов. Название Шейхупура происходит от прозвища императора Джахангира — Шейху (которое дал ему его отец Акбар I Великий). 

## Экономика
Город является крупным промышленным центром. На Шейхупуру приходится 35 % валового регионального продукта провинции Пенджаб.